# 新兴街道 (西安市)
新兴街道，是中华人民共和国陕西省西安市閻良區下辖的一个乡镇级行政单位。

## 行政区划
新兴街道下辖以下地区：
屈家村、关路村、新牛村、邰家村、水北村、井家村、万南村和咀子村。